# El Maíllo
El Maíllo es un municipio y localidad española de la provincia de Salamanca, en la comunidad autónoma de Castilla y León. Se integra dentro de la comarca de la Sierra de Francia. Pertenece al partido judicial de Ciudad Rodrigo y a la Mancomunidad Las Dehesas.
Su término municipal está formado por un solo núcleo de población, ocupa una superficie total de 46,27 km² y cuenta con una población de 282 habitantes (INE 2024).

## Geografía
El Maíllo está situado en la Sierra de Francia. Sus amplias zonas verdes y abundancia de agua lo convierten en un entorno natural rico en flora y fauna. Posee senderos que recorren bosques de pino, roble y encina.
| Noroeste: Morasverdes y Aldehuela de Yeltes | Norte: Puebla de Yeltes | Noreste: Puebla de Yeltes |
| Oeste: Serradilla del Arroyo                |                         | Este: El Cabaco           |
| Suroeste: Monsagro                          | Sur: Monsagro           | Sureste: Nava de Francia  |

## Historia
Fundado por los reyes leoneses en la Edad Media, El Maíllo perteneció en el Antiguo Régimen al Partido de Ciudad Rodrigo y dentro de éste a la subdivisión de Campo de Yeltes, de la cual era su extremo suroriental, denominándose entonces Mayllo. Del mismo modo actualmente eclesiásticamente es el extremo suroriental del arciprestazgo del Yeltes, dentro de la diócesis de Ciudad Rodrigo, a la cual pasó a pertenecer tras la fundación de este obispado por Fernando II de León en el siglo XII. 
Los datos históricos de El Maíllo anteriores a la Guerra Civil de 1936 son escasos ya que en dicha década se sufrió el incendio de los archivos municipales, no obstante se constata que con la creación de las actuales provincias en 1833, El Maíllo quedó encuadrada en la provincia de Salamanca, dentro de la Región Leonesa.

## Demografía
El Maíllo cuenta con una población de 282 habitantes (INE 2024).
| Gráfica de evolución demográfica de El Maíllo entre 1842 y 2021                                                     |
| |
| Población de derecho según los censos de población del INE Población de hecho según los censos de población del INE |

Según el Instituto Nacional de Estadística, El Maíllo tenía, a 31 de diciembre de 2018, una población total de 266 habitantes, de los cuales 149 eran hombres y 117 mujeres. Respecto al año 2000, el censo refleja 443 habitantes, de los cuales 226 eran hombres y 217 mujeres. Por lo tanto, la pérdida de población en el municipio para el periodo 2000-2018 ha sido de 177 habitantes, un 40 % de descenso.

## Gastronomía
El producto ibérico es protagonista en la gastronomía de El Maillo. El plato típico son sus famosas "Patatas Meneás", cuyos ingredientes principales son patatas, tocino de cerdo, pimentón y laurel. 
Uno de sus platos más curiosos es "El Limón", compuesto por limón, naranjas, sardinas en lata, chorizo y ajo. Una mezcla tan inverosímil como deliciosa.
El "limón" también lleva huevos cocidos y  una de las yemas cocidas se pone en el mortero con vino y se machaca, después se echa como salsa; las sardinas son opcionales.

## Administración y política
| Partido político                         | 2019  | 2019  | 2019       | 2015  | 2015  | 2015       | 2011  | 2011  | 2011       | 2007  | 2007  | 2007       | 2003  | 2003  | 2003       |
| Partido político                         | %     | Votos | Concejales | %     | Votos | Concejales | %     | Votos | Concejales | %     | Votos | Concejales | %     | Votos | Concejales |
| Ciudadanos (CS)                          | 66,24 | 155   | 5          | —     | —     | —          | —     | —     | —          | —     | —     | —          | —     | —     | —          |
| Partido Socialista Obrero Español (PSOE) | 23,50 | 55    | 2          | 47,06 | 112   | 3          | 36,06 | 97    | 2          | 36,92 | 103   | 3          | 54,83 | 176   | 4          |
| Partido Popular (PP)                     | 8,12  | 19    | 0          | 52,10 | 124   | 4          | 62,08 | 167   | 5          | 60,93 | 170   | 4          | 44,24 | 142   | 3          |

El alcalde de El Maíllo no recibe ningún tipo de prestación económica por su trabajo al frente del Ayuntamiento (2017).

## Véase también

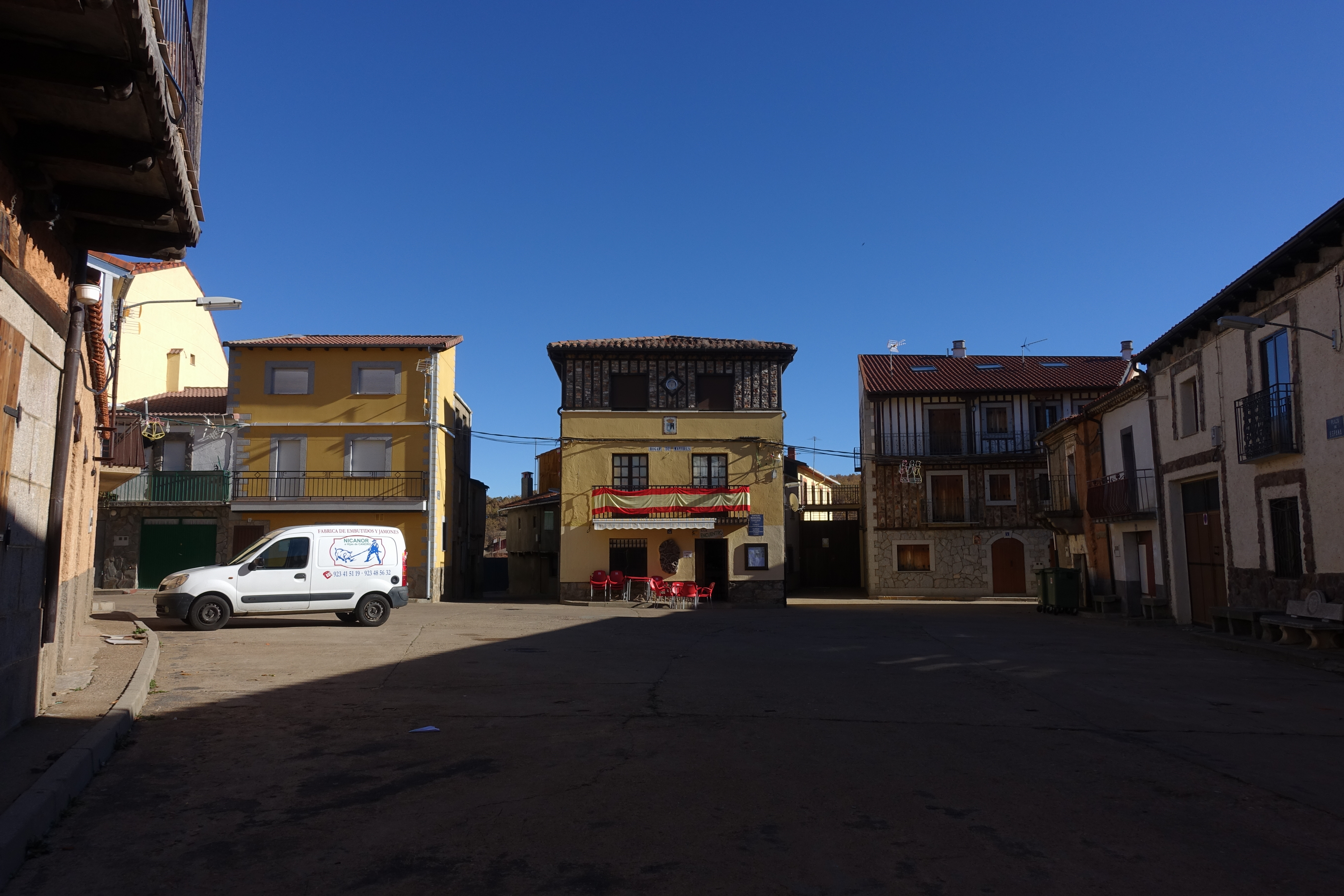
Plaza de España.

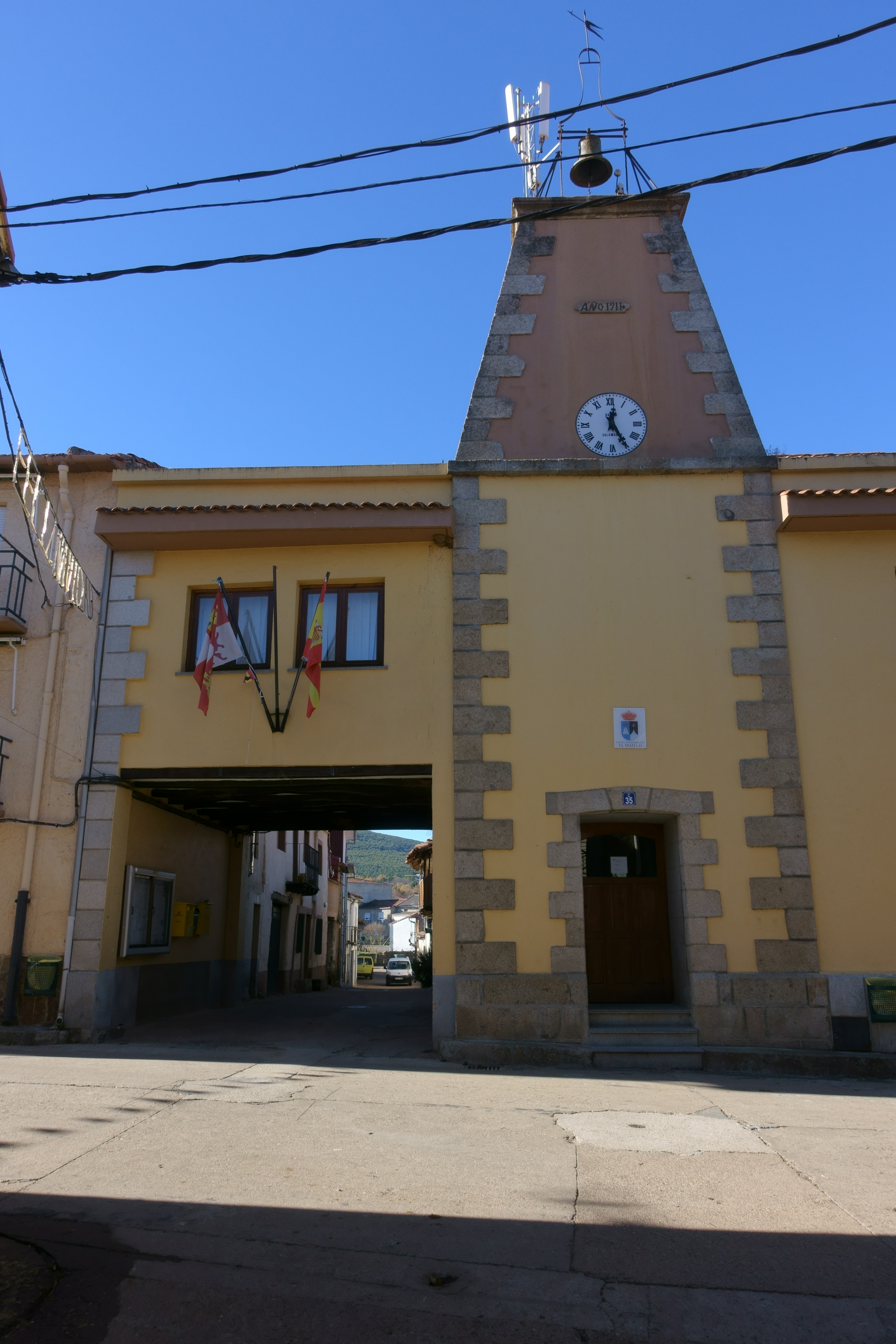
Casa consistorial.